# Bagnoli del Trigno
Bagnoli del Trigno es una localidad y comune italiana de la provincia de Isernia, región de Molise, con 877 habitantes.

## Evolución demográfica
| Gráfica de evolución demográfica de Bagnoli del Trigno entre 1861 y 2001 |
|                                                                          |
| Fuente ISTAT - elaboración gráfica de Wikipedia                          |